# Эта проклятая покорность
«Эта проклятая покорность» (лит. Tas prakeiktas nuolankumas) — советский цветной широкоэкранный художественный фильм 1970 года, снятый режиссёром Альгирдасом Даусом на Литовской киностудии. По мотивам романа Юозаса Тумаса-Вайжгантаса «Дяди и тётки».
Премьера фильма состоялась 12 января 1972 года. Фильм посмотрели 3,1 млн зрителей.

## Сюжет
Крепостная девушка Северия вынуждена выйти замуж за управляющего Гейше, несмотря на то, что она любит другого. После смерти Гейше, Северия может быть с любимым Миколюкасом, но и он скоро умирает, благодаря Богу за свою единственную любовь.

## В ролях
- Юозас Будрайтис — Миколюкас
- Дануте Криштопайтите — Северия
- Балис Браткаускас — Раполас Гейше

## Съёмочная группа
- Сценарист: Витауте Жилинскайте
- Режиссёр: Альгирдас Дауса
- Оператор: Йонас Томашявичюс
- Художники: Филомена Вайтекунене, Линас Катинас, Йеронимас Чюплис
- Композитор: Эрвинас Пуйдокас
- Звукорежиссёр: Довидас Ожеховас